# Volvo U.S. National Indoor 1991
Il Volvo U.S. National Indoor 1991 è stato un torneo giocato sul cemento indoor del Racquet Club of Memphis a Memphis nel Tennessee. 
È stata la 90ª edizione del Torneo di Memphis, facente parte della categoria ATP Championship Series nell'ambito dell'ATP Tour 1991.

## Campioni

### Singolare maschile
Ivan Lendl ha battuto in finale  Michael Stich con il punteggio di 7–5, 6–3.

### Doppio maschile
Michael Stich /  Udo Riglewski hanno battuto in finale  John Fitzgerald /  Laurie Warder con il punteggio di 7–5, 6–3.